# 김태수 (가수)
김태수(1999년 11월 22일 ~ )는 대한민국의 가수로, 서울특별시 무형문화재 제41호 송서율창 이수자다. 2023년 노래 '유월의 바람'으로 데뷔했다.

## 방송
- 미스터트롯 (2020) - Top47
- 아침마당 (2021)
- 콘테스트M2 (2022) - 장려상
- 불타는 트롯맨 (2023) - Top34

## 음반
- 불타는 트롯맨 팀 데스매치 PART 1 (2023)
- 오색찬란 - 불타는트롯맨 5인5색 헌정앨범 (Prod.권노해만) (2023)
- 유월의 바람 - 오색찬란 Part.4 (Prod.권노해만) (2023)

## 수상
- 제24회 고양행주전국국국악경연대회 대상 (2019)
- 제23회 인천 국악대제전 전국국악경연대회 명인부 대상 (2023)
- 제7회 글 읽는 나라 문화제전 명인부 장원 (2023)